# Саид-афанди Чиркейский
Саи́д Абдурахма́нович Аца́ев, более известный как  Саи́д-афанди́ Чиркейский (авар. Чӏикӏаса Сагӏид афанди; 21 октября 1937, Чиркей, Буйнакский район, ДАССР, РСФСР, СССР — 28 августа 2012, Чиркей, Буйнакский район, Дагестан, Россия) — исламский богослов, суфийский шейх накшбандийского и шазилийского тарикатов, с начала 1980-х годов один из духовных лидеров мусульман Дагестана, шафиит.

## Биография
Родился 21 октября 1937 года в Дагестанской АССР, в селе Чиркей Буйнакского района. По национальности — аварец. Его отец скончался, когда мальчику было 7 лет. Вопреки трудностям, при настойчивости матери Саид завершает начатое к тому времени чтение Корана. По окончании семи классов начинает работать пастухом для обеспечения материальной помощи семье.
В течение 3 лет проходил службу в рядах Советской Армии в городе Каунас; после этого вновь работал чабаном. После землетрясения 1970 года работал на сооружении Чиркейской ГЭС. Там он прослужил в пожарных структурах и ВОХР.
В 32 года прекратил работу на Чиркейской ГЭС и начал изучать исламские науки, труды мусульманских учёных и суфийских шейхов. Первым своим духовным наставником (устазом) шейх Саид-афанди считал Абдулхамида-афанди из селения Инхо.
Был женат, имел четырёх детей.

### Гибель
28 августа 2012 года СМИ сообщили о смерти Саида-Афанди Чиркейского. Около 16:50 в доме Саида-Афанди Чиркейского произошёл взрыв, в результате которого погибло семь человек, включая шейха и террористку-смертницу. По предварительным данным террористкой была некая Аминат Курбанова, которая была женой одного из участников бандподполья и исчезла из дома в конце марта 2012 года. На похороны погибшего шейха пришли десятки тысяч людей. 29 августа в Дагестане объявлен днём траура по случаю смерти шейха Саида-афанди Чиркейского.
Похоронен на кладбище села Чиркей.
В апреле 2015 года за совершение различных преступлений, в том числе и убийство Саида-афанди Чиркейского, суд приговорил Ш. Лабазанова, М. Гаджиева, М. Амирханова к пожизненному заключению, а А. Исрапилова — к 12 годам лишения свободы.
В мае 2018 года членами НВФ Хасавюртовского сектора была подорвана могила дагестанского шейха Саида-афанди Чиркейского. Сама могила сильно не пострадала, упал только могильный камень.

## Богословская деятельность
Саид-афанди Чиркейский считался одним из самых известных и влиятельных шейхов Накшбандийского и Шазилийского тарикатов в Дагестане. Он оказывал большое влияние на работу Духовного управления мусульман Дагестана.

## Воззрения
В своей книге «История пророков» Саид-афанди упоминает, что вначале был сотворен Арш, наряду с которым пребывал свет-нур. Также вначале творения было мистическое дерево «Шадҗарат аль-йакин», на ветвях которого и обитал свет-нур в виде павлина (ср. Малак Тавус). Увидев себя в зеркале Мират аль-Хайят, павлин совершил пятикратный намаз. Из пота павлина было создано все остальное: звезды, ангелы, люди. Однако истинный свет-нур принадлежал пророку Мухаммеду, который был передан через Адама.
При создании Адама принимали участие три ангела, которые были посланы на землю для сбора глины, но только Азраил справился со своей задачей. Иблис, отказавшийся поклониться Адаму, описывается как совершенное существо, который 40 тыс. лет жил в раю. Грехопадение Адама осуществилось из-за Иблиса, который вовлек в свои козни павлина и змею. Адам оказался в Индии, его жена Хавва в Хиджазе, а Иблис упал в Ирак, где снес несколько яиц. Проклятье получил павлин и змея. Джабраил стал наставником Адама, который совершил хадж на место Мекки и создал святилище Кааба. Когда Кабил (Каин) убил своего брата Хабила (Авеля) в районе современного Дамаска, то на небе впервые появилась комета. Когда Хабил был отомщен, то дети Кабила сделали из своего отца мумию и по наущению Иблиса стали ему поклоняться как идолопоклонники.
Своего рода культурным героем выступает Идрис (прадед Нуха-Ноя), который научил людей астрономии, арифметике, шитью и письму. Нух же был послан для увещевания нечестивого царя Дармашила, который пил вино, играл в карты и носил золотые украшения. Но миссия была безуспешной и Нух с помощью великана Уджа построил большой корабль длинной 600 локтей (примерно 300 метров). Вместе с животными Нух спас от наводнения посох Адама, черный камень (Хаджар аль-асвад) и священные писания. Три сына Нуха разделили землю. Саму достался Йемен, Шам и Хиджаз. От него пошли арабы, персы и румы. Потомками Хама стали копты в Египте, а из потомков Йафиса вышли Йаджудж и Маджудж.
Ибрахим обратился к единобожию, убежал от тирана Намруза в Шам, нашел спрятанный черный камень и восстановил Каабу. Описывая гибель Содома, шейх Саид-афанди, упоминает 7 селений, в которых жило по 12 тыс. человек. При этом наказание нечестивцев совершил Джабраил. Далее шейх упоминает царя Шаддада, который попытался в Йемене построить земной Рай, однако был наказан Аллахом за то, что в процессе сбора средств обидел человека.
Как и многие суфии шейх излагает свою версию легенды о Хидре. Мусе было откровение, что есть человек, который мудрее его и этот человек Хидр. Тогда Муса захотел стать учеником этого человека. Хидр поставило ему условие не задавать вопросов. После этого тот сделал отверстие в корабле и убил мальчика, показав, что мудрость от Аллаха выше внешнего соблюдения шариата.
Также он упоминает о Давуде, который сразил Джалута. Упомянут и Сулейман, который при помощи джиннов создал ковер-самолет. По вопросу Зулькарнайна Саид-афанди отличает его от Александра Македонского. Тот сделал стену длинной 5 фарсахов против народа Йаджудж и Маджудж в стране, где живут турки, азербайджанцы, иранцы и армяне. Йаджудж и Маджудж не смогут пробить стену вплоть до Страшного Суда, когда их предводитель примет ислам и скажет слова иншалла и бисмиллях. Тогда они пожирая людей двинутся в Междуречье.

### Признаваемые пророки
- Шис, Идрис, Нух, Худ, Салих, Ибрахим,
- Лут, Якуб, Юсуф, Айюб, Зу-ль-Кифль, Шуайб, Муса,
- Хидр, Йуш (Иисус Навин), Илйас, Шамун, Давуд, Салайман,
- Даниял, Узайр, Шайя, Армийя, Балукйя, Зуль-Карнайн,
- Закарийя, Яхья, Иса, Хизикл, Мухаммед.

## Книги
Книги, статьи и выступления Саида-афанди аль-Чиркави переведены на многие языки, в том числе на английский и на русский.
- Саид-Афанди аль-Чиркави. Сокровищница благодатных знаний / пер. с аварского языка книги досточтимого шейха саида-афанди «Маджму‘ату-ль-фавāид» / при участии канонического отдела Духовного управления мусульман Дагестана. — 3-е издание. — Махачкала: Нуруль иршад, 2010. — 475 с. — ISBN 978-5-903593-17-0. Архивировано 26 августа 2011 года. перевод на русский язык с аварского языка выполнила Патимат Гамзатова
- Саид-Афанди аль-Чиркави. История пророков / Саид-афанди аль-чиркави. Пер. с аварского яз. книги “къисасуль анбияъ”. в двух томах.. — 4-е издание, исправленное и дополненное. — Махачкала: Нуруль иршад, 2010. — Т. 1. — 361 с. — ISBN 978-5-903593-12-5.
- Саид-Афанди аль-Чиркави. Сборник выступлений / Г-М. Ичалов. Перевод с аварского языка выступлений и проповедей досточтимого шейха Саида-афанди аль-Чиркави. В книге рассматриваются широкий спектр важных вопросов, особенно касающихся суфизма.. — 1-е издание.. — Махачкала: Нуруль иршад, 2008. — 256 с. — ISBN 978-5-903593-07-1. Архивировано 12 ноября 2012 года., Перевод с аварского языка М. М. Гаджиева, С. М. Султанмагомедова, Г. А. Ичалова.
- Саид-Афанди аль-Чиркави. Побуждение внять призыву Корана. — 1-е издание. — Махачкала: Нуруль иршад, 2011. — Т. 1. — 511 с. — ISBN 5903593038. Архивировано 12 мая 2012 года.
- Саид-Афанди аль-Чиркави. Побуждение внять призыву Корана. — 2-е издание. — Махачкала: Нуруль иршад, 2010. — Т. 2. — 400 с. — ISBN 978-5-903593-28-6.
- Саид-Афанди аль-Чиркави. Побуждение внять призыву Корана. — Махачкала: Нуруль иршад, 2007. — Т. 3. — 527 с. — ISBN 5903593054.
- Саид-Афанди аль-Чиркави. Побуждение внять призыву Корана. — Махачкала: Нуруль иршад, 2011. — Т. 4. — 490 с. — ISBN 5903593224.
- Саид-Афанди аль-Чиркави. Побуждение внять призыву Корана. Толкование суры Ал-Фатиха. — Махачкала: Диля, 2008. — 96 с. — 5000 экз. — ISBN 5-88503-777-9.